# Meinhard Zanger
Meinhard Zanger (* 16. Februar 1955 in Memmelsdorf) ist Regisseur, Schauspieler, Dozent, Intendant und Festivalleiter.

## Leben
Von 1978 bis 1981 absolvierte er eine Schauspielausbildung in Köln. Es folgte das Studium der Theater-, Film- und Fernsehwissenschaft, Germanistik und Philosophie an der Universität zu Köln.
Seit 1988 ist er regelmäßig als Sprecher und Moderator für den WDR tätig. 1997 bis 2006 war er Intendant des Kölner Theater der Keller und Direktor der angeschlossenen Schauspielschule der Keller. Seit 1998 ist Zanger Mitglied der Intendantengruppe im Deutschen Bühnenverein, seit 2004 Mitglied im Künstlerischen Ausschuss des Deutschen Bühnenvereins. 2000 erhielt Zanger den Kölner Theaterpreis für Der Freigeist und er wurde 2003 zum 37. Internationalen Theaterfestival BITEF in Belgrad eingeladen. 2002/03 wurde er vom NRW-Fachmagazin theater pur nach Michael Maertens zum „besten Schauspieler der Saison“ in NRW gewählt. 2004 war er künstlerischer Leiter des 11. Theaterzwang (Best Of(f)-Festival NRW).
Seit dem 1. Juli 2006 und bis zum Ende der Saison 2023/24 war Zanger Intendant des Wolfgang Borchert Theaters in Münster, eines der ältesten Privattheater Deutschlands. Bei der letzten Vertragsverlängerung um weitere drei Jahre im November 2021 betonte der Vorstand, er habe mit der Entschuldung sowie Neuausrichtung des Hauses über all die Jahre „exzellente Arbeit“ geleistet.
Im Wintersemester 2006/07 hatte er zudem einen Lehrauftrag an der Hochschule für Musik Köln inne. 2010 und 2011 sowie 2022 und 2023 war er Sachverständiger in der Kategorie Schauspiel für den Deutschen Theaterpreis DER FAUST. Seit 2011 ist er stellvertretendes und seit 2023 ordentliches Mitglied des Verwaltungsrats der Bayerischen Versorgungskammer – VddB. Er ist seit dem Januar 2011 stellvertretender Beisitzer der Bühnenoberschiedsgerichte Bühnenverein/GDBA und Opernchöre. 2011 und 2012 war er Jury-Mitglied für das fringe-Festival der Ruhrfestspiele Recklinghausen. 2016 erhielt er für seine Inszenierung der Shakespeare-Komödie Was ihr wollt bei den 5. Privattheatertagen in Hamburg den Monica-Bleibtreu-Preis. Auf dem II. Internationalen Theaterfestival "Rendezvous auf der Theaterstraße" in Rjasan erhielt er für die Rolle des Grafen "Sylvester" in Kleists DIE SCHROFFENSTEINS - EINE FAMILIENSCHLACHT, einer Koproduktion des Wolfgang Borchert Theater mit dem Drama Theater Rjasan, Münsters russischer Partnerstadt, den Preis für den besten männlichen Hauptdarsteller - gemeinsam mit seinem russischen Kollegen Aleksandr Zaitcev (als "Rupert"). 2021 und 2022 war Zanger Jury-Mitglied des Festivals "Rendeszvous auf der Theaterstraße" in Rjasan. 2024 war er für seine Darstellung der Anne-Marie in Anne-Marie die Schönheit von Yasmina Reza in der Inszenierung von Tanja Weidner am Wolfgang Borchert Theater Münster für den Deutschen Theaterpreis DER FAUST nominiert.
In seinen Inszenierungen spielten u. a. Dietrich Adam, Boris Aljinovic, Hans Beerhenke, Charles Brauer, Victor Calero, Matthias Günther, Sabine Haupt, Thomas M. Held, Horst Janson, Peter Jordan, Joachim Lätsch, Hans-Peter Minetti, Stefanie Mühle, Peter Pagel, Bernd Reheuser, Mirco Reseg, Aglaia Szyszkowitz, Antje Westermann, Michael Wittenborn, Susanne-Marie Wrage, die TV-Moderatoren Werner Hansch und Jörg Thadeusz sowie der ARD-Kriegskorrespondent in Sarajevo Friedhelm Brebeck.
Als Schauspieler spielte er in Inszenierungen u. a. von Günther Beelitz, Hans-Joachim Heyse, Johannes Klaus, Hermann Kleinselbeck, Heinz Kreidl, Wolfgang Lichtenstein, Helmut Polixa, Wolf Seesemann, Kathrin Sievers, Joshua Sobol, Tanja Weidner, Fritz Zecha.
Meinhard Zanger ist Mitglied der Deutschen Akademie der Darstellenden Künste.
Er lebt und arbeitet seit 2006 in Münster.

## Engagements (Auszug)
- Staatstheater Kassel
- Ruhrfestspiele Recklinghausen
- LTT Tübingen
- Theater am Neumarkt Zürich
- Schauspiel Essen
- Stadttheater Dortmund
- Volkstheater Rostock
- Renaissance-Theater Berlin
- Stadttheater Gießen
- Stadttheater Konstanz
- Stadttheater Bielefeld
- Stadttheater Aachen
- Stadttheater Würzburg
- Kreuzgangspiele Feuchtwangen

## Inszenierungen
- Die wahre Geschichte des Ah Q (Christoph Hein, Gießen 1989)
- Ghetto (Joshua Sobol, Gießen und Rostock, 1990 und 1991 | Münster 2018)
- Mephisto (Thomas Mann / Mnouchkine, Würzburg 1995)
- Ein Gag für Max (DSE) (Neil Simon, Berlin 1995)
- Maß für Maß (Shakespeare, Bielefeld 1996)
- Die Drei von der Tankstelle (Tatzel, Aachen 1998)
- Jubiläum (George Tabori, Aachen 1998)
- Der Besucher (Eric-Emmanuel Schmitt, Köln 1999 | Münster 2009)
- Der Freigeist (Eric-Emmanuel Schmitt, Köln 2000 | Münster 2006)
- Urfaust (Goethe, Köln 2000)
- Hotel zu den zwei Welten (Eric-Emmanuel Schmitt, Köln 2002)
- Unerwartete Rückkehr (Botho Strauß, Köln 2003)
- Kleine Eheverbrechen (Eric-Emmanuel Schmitt, Köln 2004 | Münster 2007)
- Sommer. Nacht. Traum. (nach Shakespeare, Köln 2004)
- Meine Evangelien (DSE) (Eric-Emmanuel Schmitt, Köln 2006 | Münster 2007)
- Cechovs Möwe (Münster 2006)
- Blind Date I (UA) (Theatralische Performance im öffentlichen Raum, Münster 2007)
- Hamlet (Shakespeare, Münster 2007)
- Blind Date II - Des Menschen Traum … (UA) (Theatralische Performance im öffentlichen Raum, Koproduktion mit dem WDR | Münster / Köln 2008)
- Enigma (Eric-Emmanuel Schmitt, Münster 2009)
- Maria Stuart (Friedrich Schiller, Münster 2009)
- Blind Date III - Die sieben Todsünden (UA) (Theatralische Performance im öffentlichen Raum, Münster 2010)
- Alte Freunde (Maria Goos, Münster 2010)
- Das Interview (Theodor Holman / Theo van Gogh, Münster 2011)
- Nathan der Weise (Gotthold Ephraim Lessing, Münster 2011)
- Ein Sommernachtstraum (Shakespeare, Open-Air im Gasometer, Münster 2012)
- Was Ihr Wollt (Shakespeare, Kreuzgangspiele, Feuchtwangen 2012)
- Wer ist die Waffe, wo ist der Feind (UA) (Oliver Bukowski, Koproduktion Ruhrfestspiele / Wolfgang Borchert Theater, Recklinghausen 2013)
- Leonce und Lena (Georg Büchner, Münster 2013)
- Die letzte Soirée (UA) (Arna Aley, Münster 2014)
- Der eingebildete Kranke (Molière, Kreuzgangspiele, Feuchtwangen 2015)
- Gift. Eine Ehegeschichte (Vekemans, Münster 2015)
- Was Ihr Wollt (Shakespeare, Wolfgang Borchert Theater, Münster 2015)
- Am Boden - Grounded (George Brant, Münster 2015)
- Zurück auf Anfang (DSE) (Eric-Emmanuel Schmitt, Münster 2016)
- Terror (Ferdinand von Schirach, Münster 2016)
- Das Neue Jerusalem (UA) (Arna Aley, Münster 2017)

## Bedeutende Rollen
- Tiripa (Die Trümmer des Gewissens, Jahnn, Kassel 1981)
- Perdican (Man spielt nicht mit der Liebe, de Musset, Kassel 1981)
- Philoktet (Philoktet, Heiner Müller, Kassel 1981)
- Schreiber Licht (Der zerbrochne Krug von Heinrich von Kleist, Kassel 1982)
- Herakles (Herakles 5, Heiner Müller, Ruhrfestspiele Recklinghausen 1983)
- Jean Cabet (Die Tage der Commune, Brecht, Ruhrfestspiele Recklinghausen 1984)
- Meißner (Das alte Land, Klaus Pohl, Tübingen 1985)
- Valerio (Leonce und Lena, Büchner, Tübingen 1987)
- Lassalle (Lassalle fragt Herrn Herbert nach Sonja. Die Szene ein Salon, Christoph Hein, Ruhrfestspiele Recklinghausen 1989)
- Valentin (Der Kuss der Spinnenfrau, Puig, Dortmund 1993)
- Eichmann (Adolf Eichmann - eine deutsche Karriere, Less/Lichtenstein, Köln 2001)
- Argan (Der eingebildete Kranke, Molière, Köln 2002)
- Schauspieler (UA) (Schauspieler, Anna Langhoff, Köln 2003)
- Garcin (Geschlossene Gesellschaft, Sartre, Köln 2006 | Münster 2007)
- Alain Reille (Der Gott des Gemetzels, Yasmina Reza, Münster 2008–2022)
- Der junge Martin Heidegger (Die Banalität der Liebe, Savyon Liebrecht, Dortmund | Münster 2008).
- Marc (Kunst von Yasmina Reza, Münster 2012).
- Dorfrichter Adam (Der zerbrochne Krug von Heinrich von Kleist, Münster 2015).

## Werke
- 50 Jahre und kein bißchen leise. Geschichte und Geschichte(n) aus einem halben Jahrhundert theater der keller & schule des theaters. Eine Dokumentation. Verlag Theater Der Keller, Köln 2005, ISBN 3-00-017528-8.

## Belege
1. ↑  Zanger bleibt Chef am Borchert-Theater, wdr.de vom 15. November 2021, abgerufen am 19. November 2021
2. ↑  Die Nominierten 2024. In: Deutscher Theaterpreis DER FAUST. Abgerufen am 30. November 2024 (deutsch).
3. ↑  Deutsche Akademie der Darstellenden Künste || Die Akademie. Abgerufen am 30. November 2024.

| Personendaten    | Personendaten                                                          |
| ---------------- | ---------------------------------------------------------------------- |
| NAME             | Zanger, Meinhard                                                       |
| KURZBESCHREIBUNG | deutscher Theaterregisseur, Schauspieler, Intendant und Festivalleiter |
| GEBURTSDATUM     | 16. Februar 1955                                                       |
| GEBURTSORT       | Memmelsdorf                                                            |